# Steve Stevens
Steve Stevens, född Steven Bruce Schneider 5 maj 1959 i Brooklyn i New York, är en amerikansk gitarrist, låtskrivare och producent, mest känd från Billy Idols band.

## Biografi

### De tidiga åren
Steven Schneider inspirerades redan som sjuåring av gitarren. I ung ålder blev han förälskad i flamencomusiken, men drogs snabbt in i New Yorks rockscen, där han spelade på diverse klubbar med olika kortlivade grupper. På samma konserter som Schneider (som snart tog det mindre tyskklingande Stevens som artistnamn) spelade ofta ett ungt band vid namn Twisted Sister. 
Stevens första steg upp ur havet av okända band var när han grundade One Hand Clap år 1979 tillsammans med Ray Melnik och tillsammans började de göra ett namn om sig i staden. Från det bandet blev han värvad till Fine Malibus. Bandet fick mycket uppmärksamhet och lyckades imponera på Jerry Miller (som producerade några av Rolling Stones första skivor). Han fixade ett skivkontrakt med Island Records och under två månaders tid spelade Fine Malibus in en skiva med samma namn på Bahamas. Men av någon orsak gavs den aldrig ut. Så 1982 blev Stevens rastlös och började titta runt efter andra musiker.

### Billy Idol
Huvudartikel: Billy Idol
Det var så han kom i kontakt med Billy Idol, som just hade hoppat av sitt brittiska band Generation X för att flytta till USA och börja en solokarriär. Stevens och Idol blev en dynamisk duo som gav ut tre skivor mellan 1982 och 1986 och fick stora hits med låtar som "Dancing With Myself", "White Wedding", "Rebel Yell", "Eyes Without A Face" och "Mony Mony".

### Solokarriären tar fart
1986 fick Stevens ett solokontrakt med Warner Brothers och hans samarbete med Idol började avta på grund av att Idol främst ville sälja skivor och skriva hits, medan Stevens ville koncentrera sig på att utforska andra musikaliska sfärer. Så föddes Stevens första soloskiva Atomic Playboys (med Perry McCarthy på sång) år 1989.
Under den största delen av 1990-talet samarbetade Stevens lite i skymundan med andra artister, för det mesta rätt så okända, men musikaliskt intressanta experimentalister eller artister med rötter i flamenco. Men han tog sig också tid att spela trygg heavy. Bland artister på vilkas skivor han medverkat kan nämnas Michael Jackson, Robert Palmer, Joni Mitchell, Vince Neil, Scooter, Steve Lukather, Vas, Kyosuke Himura och Juno Reactor. Han har också skrivit musik till filmer som Top Gun (han fick en Grammy för titellåten), Speed, The Wedding Singer, Ace Ventura Pet Detective och Matrix Reloaded.

### Jerusalem Slim och BLS
År 1990 bildade Stevens bandet Jerusalem Slim tillsammans med Hanoi Rocks sångare Michael Monroe. Skivan med samma namn kunde ha blivit en storsäljare, producerad som den var av Michael Wagener och inspelad med en grupp toppmusiker. Men Monroe hoppade av bandet på grund av musikaliska meningsskiljaktigheter med Stevens och Wagener och uppmanade folk i pressen att inte köpa skivan.
Efter den småskaliga soloskivan Akai Guitar Sample Collection, bildades jazz/rockbandet Bozzio Levin Stevens, en samling virtuoser. Basistgurun Tony Levin hade arbetat med artister som John Lennon och Peter Gabriel samt varit medlem i King Crimson. Han och Stevens kontaktades av trummisen Terry Bozzio (Frank Zappa, Missing Persons) som ville starta ett jazzigt instrumentalband. Gruppen gav 1997 ut skivan Black Light Syndrome inför en enat positiv kritikerkår. För många var det här skivan där Stevens slutgiltigt fick visa vilken tekniskt kunnig och kreativ gitarrist han var. Gruppen gav ut ännu en skiva år 2000.

### Idolens comeback
Strax innan BLS andra skiva spelade Stevens in sina tredje soloplatta, Flamenco A Go-Go, där han återvände till sina flamencorötter. Ungefär samtidigt tog han igen kontakt med sin gamla radarpartner Billy Idol och de gav sig ut på en turné tillsammans, som blev en videoinspelning och något av en comeback för Idol. Den verkliga comebacken kom 2005, när Stevens och Idol släppte sin första gemensamma skiva på nitton år. År 2006 turnerade de igen över världen.

## Stevens Band
- One Hand Clap
- Fine Malibus
- Billy Idol
- Jerusalem Slim
- Bozzio Levin Stevens

## Diskografi
Soloalbum
- 1986 – The Guitar World According To Steve Stevens (kassett)
- 1989 – Atomic Playboys
- 1994 – Akai Guitar Sample Collection
- 2000 – Flamenco a Go-Go
- 2008 – Memory Crash

Soundtrack
- 1986 – "Top Gun Anthem" (från filmen Top Gun)
- 1994 – "Speed" (från filmen Speed)

Album med Billy Idol
- 1982 – Billy Idol
- 1983 – Rebel Yell
- 1986 – Whiplash Smile
- 2005 – Devil's Playground
- 2014 – Kings & Queens of the Underground

Album med Michael Jackson
- 1987 – Bad

Album med Robert Palmer
- 1990 – Don't Explain

Album med Jerusalem Slim
- 1992 – Jerusalem Slim

Album med Vince Neil
- 1993 – Exposed

Album som medlem av Bozzio Levin Stevens
- 1997 – Black Light Syndrome
- 2020 – Situation Dangerous

Album med Kyosuke Himuro
- 1997 – I·De·A
- 1998 – Collective Souls
- 1998 – The One Night Stands
- 2000 – Mellow
- 2000 – Beat Haze Odyssey
- 2003 – Follow the Wind

Album med Gregg Bissonette
- 2000 – Submarine (Stevens spelar på "Train to Willoughby")

Album med Adam Bomb
- 2001 – New York Times (Stevens spelar på "NY Child", "Cheyenne", "Saluda a Lola" & "Anxiety")

Album med Sebastian Bach
- 2014 – Give 'Em Hell